# 富士宮市立富士見小学校
富士宮市立富士見小学校（ふじのみやしりつ ふじみしょうがっこう）は、静岡県富士宮市富士見ヶ丘にある公立小学校。ひばりが丘区・富士見ケ丘区・大岩３区・阿幸地区（４町内）の避難所に指定されている。

## 通学区域
ひばりが丘区・富士見ケ丘区・大岩3区・阿幸地区（4町内）・三園平区 ・万野1区（4町内）

## 受賞
- 平成19年度（2007年）に第8回環境美化教育最優秀校として表彰[3][4]。